# モンクス・ミュージック
| 専門評論家によるレビュー            | 専門評論家によるレビュー |
| レビュー・スコア                    | レビュー・スコア         |
| 出典                                | 評価                     |
| ----------------------------------- | ------------------------ |
| Allmusic                            | [ 1 ]                    |
| Pitchfork                           | 9.1/10                   |
| The Rolling Stone Jazz Record Guide | [ 3 ]                    |
| Encyclopedia of Popular Music       | [ 4 ]                    |

『モンクス・ミュージック』（英語: Monk’s Music）は、ジャズ・ピアニストのセロニアス・モンクが1957年に録音・発表したアルバム。編成は一部の曲を除いて、モンク、レイ・コープランド、ジジ・グライス、コールマン・ホーキンス、ジョン・コルトレーン、ウィルバー・ウェア、アート・ブレイキーによる4管のセプテットである。

## 解説
本作は４管+リズム・セクションのセロニアス・モンク・セプテット名義であるが、1曲目の「アバイド・ウィズ・ミー」 (セロニアス・モンクと同姓の19世紀の作曲家ウィリアム・ヘンリー・モンク の賛美歌) は、ホーン・セクションのみで、3曲めの「ルビー・マイ・ディア」は、コールマン・ホーキンスとリズム・セクションのみで演奏されている。「ルビー・マイ・ディア」のアウトテイクは、『コンプリート1957リバーサイド・レコーディングス』に収録されている。
また、Original Jazz Classics Remasters版に含まれる「ブルース・フォー・トゥモロー」にもモンクは参加していないが、これは生産性の低かった初日のセッションにおいて、モンクが機嫌を損ね帰宅した後、利用可能な録音が欲しかったプロデューサーのオリン・キープニュースの頼みにより、残りのメンバーによって演奏されたものである。
2曲めの「ウェル、ユー・ニードント」のコルトレーンのソロの直前で、モンクが「コルトレーン! コルトレーン!」と叫んでいるのを聴くことができる。
本作は、モンクにとってステレオとモノラルの両方で発売された初めてのアルバムで、ステレオ版LPはモノラル版LPの9か月後の、1958年8月にリリースされた。両版に収録されている演奏自体は同じものだが、モノラル版はステレオ版よりも近くに設置されたマイクによる録音を使用している。また、オリジナルのステレオ版には「クレパスキュール・ウィズ・ネリー」が含まれていなかった。

## 評価
オールミュージックの専門家レビューは、本作に4.5/5の評価を与えている。評者のリンゼイ・プラナー (英語: Lindsay Planer) は、本作には「アンサンブルの素晴らしい相互作用」が含まれており、「エピストロフィー」はコルトレーンとモンクの最高の共演であると述べている。

## 収録曲
特記がないかぎり、セロニアス・モンクの作曲。

### オリジナルLP

#### A面
1. 「アバイド・ウィズ・ミー (英語: Abide with Me)」(ヘンリー・フランシス・ライト（英語版） 、ウィリアム・ヘンリー・モンク（英語版）)
2. 「ウェル、ユー・ニードント (英語: Well, You Needn’t)」
3. 「ルビー、マイ・ディア (英語: Ruby, My Dear)」

#### B面
1. 「オフ・マイナー (英語: Off Minor、テイク5)」
2. 「エピストロフィー (英語: Epistrophy)」(モンク、ケニー・クラーク)
3. 「クレパスキュール・ウィズ・ネリー (英語: Crepuscule with Nellie、テイク6)」[† 1]

### 1987年版CD
1. 「アバイド・ウィズ・ミー」 (ライト、W・H・モンク) – 0:51
2. 「ウェル、ユー・ニードント」– 11:24
3. 「ルビー、マイ・ディア」– 5:26
4. 「オフ・マイナー (テイク5)」– 5:07
5. 「オフマイナー (テイク4)」[† 2][† 3] – 5:12
6. 「エピストロフィー」 (モンク、クラーク) – 10:45
7. 「クレパスキュール・ウィズ・ネリー (テイク6)」– 4:37
8. 「クレパスキュール・ウィズ・ネリー (テイク4 & 5)」[† 2][† 3] – 4:43[10]

### 2011年版CD (Original Jazz Classics Remasters)
1. 「アバイド・ウィズ・ミー」 (W・H・モンク) – 0:55
2. 「ウェル、ユー・ニードント」– 11:23
3. 「ルビー、マイ・ディア」– 5:25
4. 「オフ・マイナー (テイク5)」– 5:10
5. 「エピストロフィー」 (モンク、クラーク) – 10:46
6. 「クレパスキュール・ウィズ・ネリー (テイク6)」– 4:46
7. 「オフマイナー (テイク4)」[† 2] – 5:15
8. 「クレパスキュール・ウィズ・ネリー (テイク4 & 5)」[† 2] – 4:39
9. 「ブルース・フォー・トゥモロー (英語: Blues for Tomorrow)」[† 2][† 3] (グライス) – 13:33[11]